# PalaRegnani
Il PalaRegnani è il principale palazzo dello sport di Scandiano in provincia di Reggio nell'Emilia. 
Il palasport è utilizzato dal Roller Hockey Scandiano per la disputa delle partite casalinghe.